# Elección presidencial de Chile de julio de 1891
La elección presidencial de Chile de julio de 1891 se llevó a cabo el 25 de julio de 1891 por medio del sistema de electores, y dio por presidente a Claudio Vicuña Guerrero, representante del Partido Liberal.
Estas elecciones se rigieron por la reforma electoral del 20 de agosto de 1890 que creó la cámara secreta al votar e introdujo el doblado específico de las papeletas para su cierre. También las elecciones dejaron de estar a cargo del intendente de cada provincia, dependiente del gobierno central, y pasaron a estar manejadas por los municipios.
En los últimos meses del gobierno del presidente José Manuel Balmaceda y en plena guerra civil de 1891 se celebraron estos comicios. Vicuña fue apoyado abiertamente por el presidente saliente y había sido nominado por el Partido Liberal en su convención realizada el 8 de marzo de 1891. Con la derrota del gobierno en esta conflagración, Vicuña nunca llegó a asumir la primera magistratura.